# Iulius Exuperantius
Iulius Exuperantius war ein im 4. oder 5. Jahrhundert lebender Verfasser einer kleinen historischen Schrift über einen Abschnitt der römischen Geschichte des 1. Jahrhunderts v. Chr.
Über die Person von Exuperantius ist nichts bekannt, eine Identifikation mit einem der sonstigen Träger des Namens nicht möglich. Seine nur wenige Seiten umfassende, auf Latein niedergeschriebene Schrift liefert eine knappe Darstellung über den Aufstieg des Gaius Marius sowie den anschließenden Bürgerkrieg zwischen Marius und Sulla bis zum Ende des Sertorius († 72 v. Chr.). Einzige Quelle für das kleine Werk war Sallust. Exuperantius zog hierbei Sallusts De bello Iugurthino (über den Krieg der Römer gegen Jugurtha) und vor allem die beiden ersten Bücher von dessen Historien heran.
Zuerst wurde Exuperantius’ Schrift 1588 von Friedrich Sylburg nach einer Handschrift des Pierre Pithou veröffentlicht und seitdem oft als Anhang zu Sallust-Ausgaben neu abgedruckt. Die von Sylburg benützte Handschrift ist der für die Sallust-Kritik wichtige, aus dem 11. Jahrhundert stammende Parisinus lat. 6085. Aber schon vor Sylburg erwähnte Ioannes Doringus von Hirsau um 1520 in Briefen an Joachim Vadian in St. Gallen eine Basler Handschrift des Exuperantius, die vielleicht nachher von Pierre Pithou bei seinem Aufenthalt in Basel erworben wurde, dann also mit dem Parisinus identisch wäre. Wohl aus ihr stammt die in der Stadtbibliothek zu Bremen befindliche Abschrift des Exuperantius-Textes von der Hand des Melchior Goldast. Den letzten Teil des Schriftchens  von der fünften Spalte an enthält ein Doppelblatt der Bayerischen Staatsbibliothek München (Clm 29358(1, Altsignatur Clm 29019, aus der zweiten Hälfte des 10. Jahrhunderts).

## Ausgabe
- G. Landgraf und C. Weyman: Archiv für lateinische Lexikographie 12 (1902), S. 561–578